# Орфордский струнный квартет
Орфордский струнный квартет (англ. Orford String Quartet) — канадский камерный музыкальный ансамбль, существовавший с 1965 по 1991 год. За время существования отмечен рядом канадских и европейских музыкальных премий, включая три премии «Джуно», премию Молсона и звание музыкального коллектива года по версии Канадского совета по музыке.

## История
Орфордский струнный квартет был создан при Орфордском центре искусств Фонда молодых музыкантов Канады (Квебек) в июне 1965 года. В его первый состав входили Эндрю Доус (первая скрипка), Кеннет Перкинс (вторая скрипка), Теренс Хелмер (альт) и Марсель Сен-Сир (виолончель). Первый концерт, включавший произведения Гайдна, Прокофьева и Мендельсона, состоялся в августе 1965 года. Осенью квартет переехал в Торонто и в течение двух следующих лет гастролировал по Канаде, Франции и Австрии. В 1967 году состоялся дебют квартета в Карнеги-холле (Нью-Йорк), и в этом же году его выступление было включено в программу Всемирной выставки в Монреале.
С 1968 года начинается сотрудничество квартета с Торонтским университетом, с 1972 года его члены занимают в университете преподавательские должности. В 1974 году коллектив разделил первое место на конкурсе струнных квартетов Европейского вещательного союза, а на следующий год стал лауреатом премии Молсона, присуждаемой Советом Канады по искусству. В 1976 году Орфордский квартет выступал на Олимпийских играх в Монреале, а в 1977 году на фестивале Musicanada в Лондоне. В 70-е годы гастроли ансамбля проходили во многих странах, включая СССР.
В 1980 году квартет покидает Марсель Сен-Сир. Его место занимает Денис Бротт. В 1986 году место альтиста в квартете занимает американец Роберт Ливайн, которого через год сменяет английская альтистка Софи Реншо. В октябре 1988 года из квартета уходит Бротт, и в 1989 году на его место приходит Десмонд Хёбиг. В 1983 году Орфордский квартет дает гастроли в Австралии, Новой Зеландии и Гонконге, а в 1987 году в Южной Америке. В 1986 году Совет Канады по музыке признал Орфордский квартет ансамблем года в Канаде. В 1990 году коллектив выступает в Карнеги-холле на празднествах в честь столетия этой концертной площадки и в Ридо-холле — официальной резиденции Генерал-губернатора Канады. В 1991 году выступления квартета прошли в Японии в рамках Большого канадского фестиваля. Последний концерт Орфордского квартета прошел 28 июля 1991 года, и выручка от него легла в основу Стипендии Орфордского струнного квартета, целью которой является поддержка струнных квартетов и в целом струнной музыки в Канаде.

## Репертуар
За время существования Орфордским квартетом были исполнены более 180 классических и новых произведений, в том числе полный цикл квартетов Бетховена (впервые исполненный в 1977 году в Оттаве и Торонто). Работы многих американских и канадских композиторов были впервые исполнены Орфордским квартетом. Особенно тесным было сотрудничество с Р. Мюрреем Шафером, из пяти квартетов которого коллектив впервые исполнил три; кроме того, в его исполнении впервые прозвучали такие произведения Шафера, как «Красавица и чудовище» для голоса и струнного квартета (с Морин Форрестер) и «Тесей» для арфы и струнного квартета (с Джуди Ломан). В программу концерта Орфордского квартета 27 июля 1991 года, накануне их прощального концерта, были включены все пять квартетов Шафера.

## Награды
Помимо премии Европейского вещательного союза и премии Молсона, Орфордский квартет получал награды Канадского совета по музыке (премию за лучшую запись камерной музыки в 1978 году за 1-й и 2-й квартеты Мендельсона и Grand prix du disque в 1981 году за записи квартетов Шафера и Беквита и в 1983 году за цикл квартетов Бетховена, записанный с CBC Records, а также звание ансамбля года в Канаде в 1986 году). Орфордский квартет трижды удостаивался премии «Джуно» за лучший альбом классической музыки: в 1985 году за запись четырех квартетов Моцарта, в 1987 году за квинтет Шуберта, записанный с Офрой Харной, и в 1991 году за цикл квартетов Шафера.